# Nikolai Iwanowitsch Ignatow

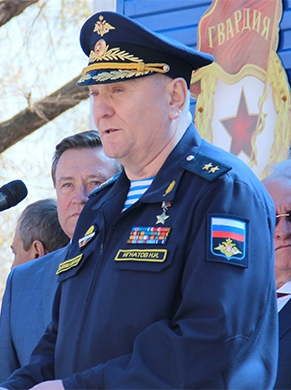
Nikolai Ignatow (2018)

Nikolai Iwanowitsch Ignatow (russisch Николай Иванович Игнатов; * 13. Mai 1956 in Dmitrijewskoje, Oblast Tula) ist ein russischer Offizier.
Nikolai Ignatow wurde für die Erstürmung des Hauses der Sowjets während der russischen Verfassungskrise 1993 mit dem Titel Held der Russischen Föderation ausgezeichnet.
Im Mai 2009 war er als Generalleutnant kommissarisch Oberbefehlshaber der russischen Luftlandetruppen.
| Personendaten    | Personendaten                        |
| ---------------- | ------------------------------------ |
| NAME             | Ignatow, Nikolai Iwanowitsch         |
| ALTERNATIVNAMEN  | Игнатов, Николай Иванович (russisch) |
| KURZBESCHREIBUNG | russischer Offizier                  |
| GEBURTSDATUM     | 13. Mai 1956                         |
| GEBURTSORT       | Dmitrijewskoje, Oblast Tula          |